# SN 2009kx
SN 2009kx – supernowa typu Ia odkryta 18 października 2009 roku w galaktyce A022113-0354. W momencie odkrycia miała maksymalną jasność 21,00m.